# Histoire de fantômes (film)
Pour les articles homonymes, voir Ghost Story.
Pour plus de détails, voir Fiche technique et Distribution.
Histoire de fantômes (Ghost Story) est un film britannique réalisé par Stephen Weeks, sorti en 1974.

## Fiche technique
- Titre original : Ghost Story
- Titre français : Histoire de fantômes
- Réalisation : Stephen Weeks
- Scénario : Stephen Weeks, Rosemary Sutcliff et Philip Norman
- Photographie : Peter Hurst
- Musique : Ron Geesin
- Pays d'origine : Royaume-Uni
- Genre : horreur
- Date de sortie : 1974

## Distribution
- Anthony Bate : Dr. Borden
- Marianne Faithfull : Sophy Kwykwer
- Murray Melvin : Mc Fayden
- Barbara Shelley : Matron

## Distinctions
- Meilleure photo et prix spécial de la critique lors du Festival international du film de Catalogne.
- Présenté hors compétition lors du Festival international du film fantastique d'Avoriaz 1975.